# ماریا دی میدیروش
ماریا دی میدیروش (پرتغالی: Maria de Medeiros؛ زادهٔ ۱۹ اوت ۱۹۶۵) هنرپیشه، کارگردان، فیلم‌نامه‌نویس و خواننده اهل پرتغال است. این هنرمند هم در آثار سینمایی اروپایی و هم در آثار سینمایی آمریکایی ظاهر شده‌است اما بیشتر برای ایفای نقش در فیلم پالپ فیکشن شناخته می‌شود. از فیلم‌های دیگری که در آن نقش داشته می‌توان به ۱۰۰ متر، زندگی من بدون من، خورش آلو با مرغ، سیلوستره، ملاقات با ونوس و کیسه هوا اشاره کرد.